# روز گلونی

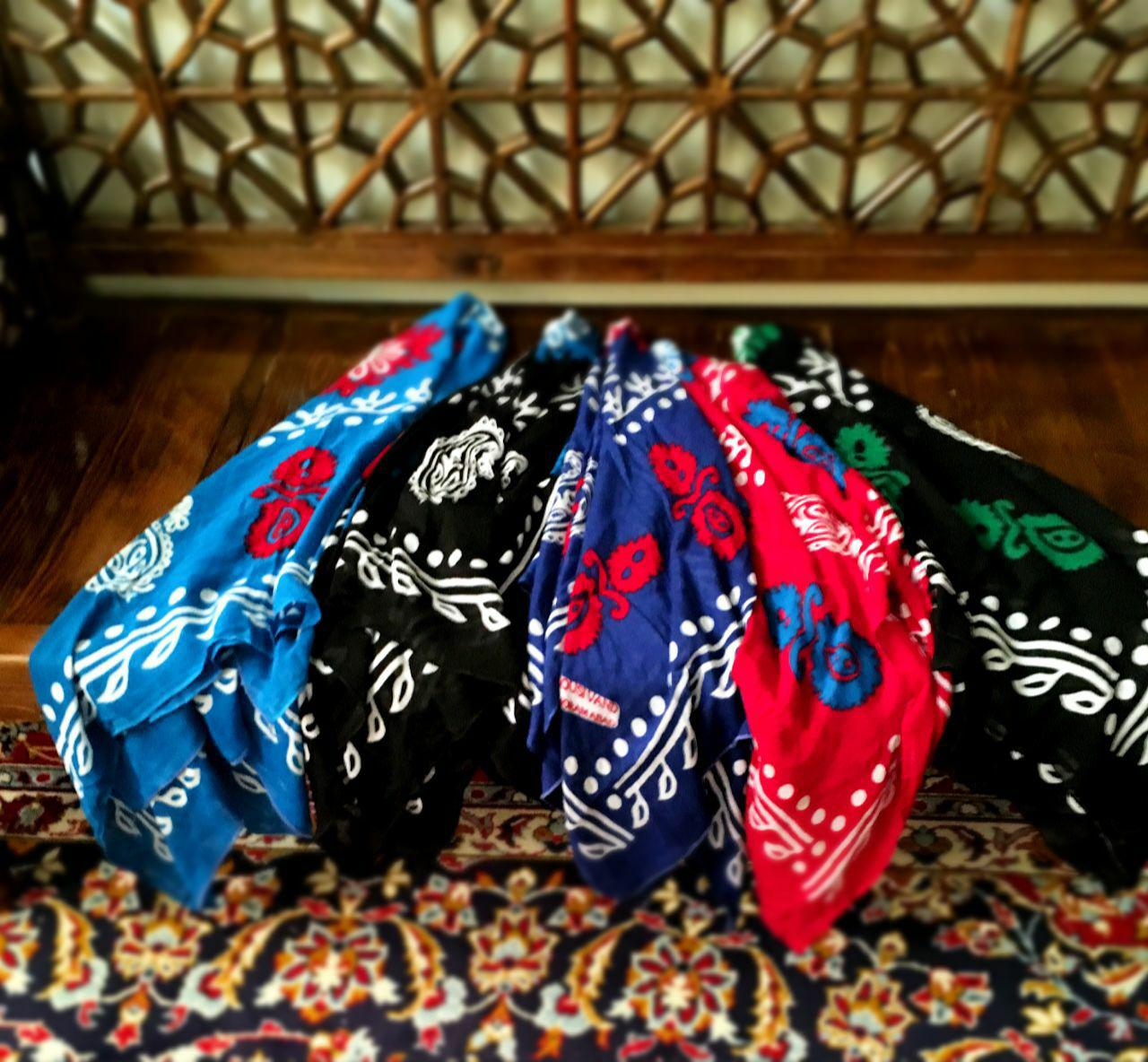
طرحِ گوَنی

روز گلونی ۲۶ اردیبهشت است که به همت جمعی از دختران خرم‌آبادی، به‌عنوان روز گُلوَنی نام‌گذاری شد تا زنان با پوشیدن این سربند در مراسم نمادین آن شرکت کنند و در واقع هدف از برگزاری این جشنواره معرفی این پوشش اصیل و زیبا به مردم است.

## گلونی چیست؟
گُلوَنی (به فارسی گلبندی) به گونه‌ای سربند و روسری زنان لک،  لرگفته می‌شود. در زبان فارسی به صورت گُلبَندی تلفظ می‌شود که بر گرفته از واژه گُل بَدن، نوعی پارچه هندی ابریشمی و لطیف است.

## ثبت ملی
به گزارش خبرگزاری تسنیم در ۲۶ اردیبهشت سال ۱۳۹۳ مدیر کل میراث فرهنگی، صنایع دستی و گردشگری استان لرستان اعلام کرد: «معاونت میراث فرهنگی این سازمان با همکاری فعالان هنری لرستان در طول ۱۰ روز آینده «روز گلونی» را ثبت ملی و مراتب آن را از طریق رسانه‌ها به اطلاع عموم می‌رساند».

## حواشی
برگزاری روز گلونی سال ۱۳۹۴ در شهر خرم‌آباد و عدم رعایت حجاب کامل توسط بعضی شرکت کنندگان موجب اعتراضاتی به این مراسم شد. از جمله علی‌محمد لروند، امام جمعه پلدختر، خواهان برکناری مسئولان برگزاری این مراسم شد. او در خطبه‌های نماز جمعه گفت: «مسئولانی که در جشن گلونی در استان لرستان آبروی زنان غیور و شجاع لر را بردند باید از مقامشان حذف شوند.»